# Flaminio (quartiere)

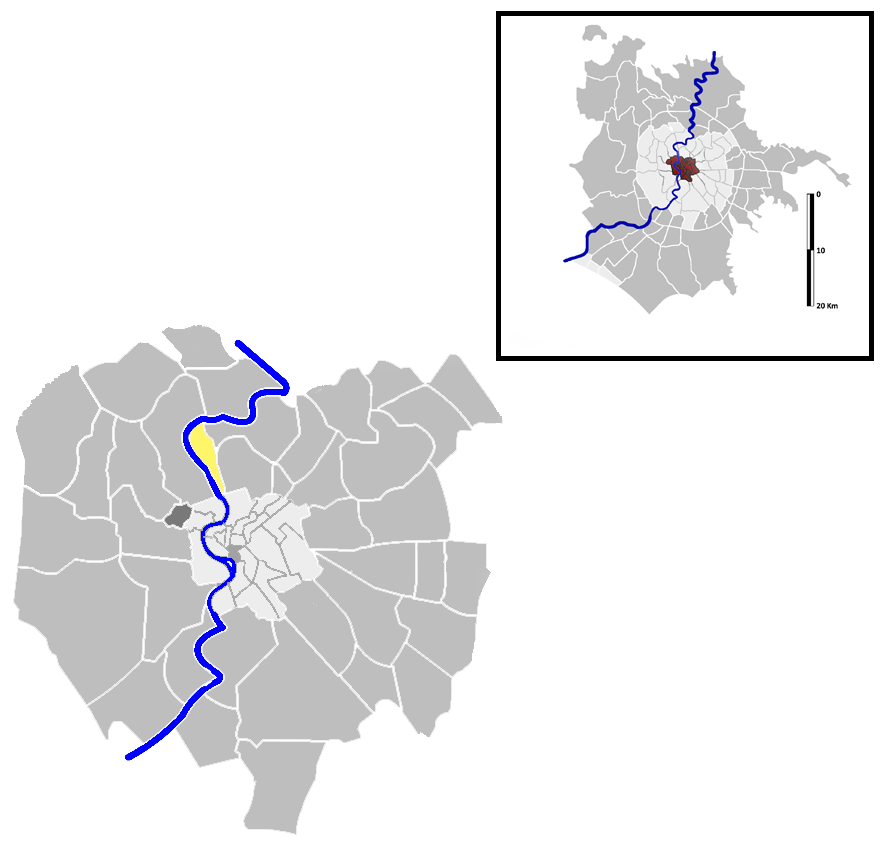
Quartiere Flaminio.

Flaminio é o primeiro quartiere de Roma e normalmente indicado como Q. I. Este mesmo topônimo indica a zona urbana 2C do Municipio Roma II da região metropolitana de Roma Capitale. Seu nome é uma referência à Via Flaminia.

## Geografia

Brasão do Quartiere Flaminio.

A região do Flaminio fica na região norte da cidade, encostada na Muralha Aureliana e circunscrita pelo lado esquerdo da Via Flaminia e a margem esquerda do rio Tibre. Este quartiere faz fronteira:
- a norte e a oeste, com o quartiere Q. XV Della Vittoria, do qual está separado pelo Tibre no trecho entre a Ponte Giacomo Matteotti até a Ponte Milvio.
- a leste, com o quartiere Q. II Parioli, separado pela Piazzale Cardinal Consalvi (Ponte Milvio) e pela Via Flaminia, até a Viale Maresciallo Pilsudski, e o Q. III Pinciano, separado pela Via Flaminia, da Viale Maresciallo Pilsudski até a Piazzale Flaminio (Porta del Popolo).
- ao sul, com o rione Campo Marzio, separado pela Muralha Aureliana (Via Luisa di Savoia), da Piazzale Flaminio (Porta del Popolo) até o rio Tibre (Ponte Matteotti).

A zona urbana tem as seguintes fronteiras:
- a noroeste, a zona 20X Foro Italico.
- a leste, a zona 2A Villaggio Olimpico, 2B Parioli e 2X Villa Borghese.
- a sul com a zona 1A Centro Storico.
- a oeste com a zona 17A Prati e 17B Della Vittoria.

## História
O Flaminio está entre os 15 primeiros quartieri criados em 1911, oficialmente instituído em 1921. Nos anos seguintes, o prestígio da região cresceu muito e o quartiere se tornou uma espécie de reduto cultural graças aos seus numerosos museus, teatros e centros culturais. No início do século XXI, os preços dos imóveis cresceram a ponto de se equipararem aos preços do centro histórico de Roma.
No final do século XIX, o trecho retilínio da Via Flaminia chegava até a antiga Ponte Milvio atravessando uma planície composta por campos periodicamente alagados pelas cheias do Tibre, o que dificultava muito a ocupação da região. Foi nesta situação que, em 1905, a Società Automobili Roma escolheu a área da margem do Tibre como um lugar ideal para construir suas instalações industriais. Nos anos seguintes, se consolidou a característica industrial do quartiere e se realizou a primeira transformação substancial no loca, com a urbanização de toda a área entre o rio e o sopé das colinas de Parioli. Desta época são os primeiros complexos de edifícios públicos e as primeiras ruas que acompanham a curva do rio. Com a Exposição Internacional de 1911, a área consolidou sua característica atual, de pólo cultural, de entretenimento esportivo e lazer: foi construído um hipódromo em Parioli (inaugurado em 1911 e fechado em 1929), o Stadio Nazionale e as diversas áreas de exposição do Valle Giulia, incluindo a Galleria nazionale d'arte moderna e contemporanea e os pavilhões estrangeiras.
O início da Primeira Guerra Mundial mudou o destino da área industrial, reconvertendo-a para uso militar. A grande instalação da Società Automobili Roma foi transformada na Reale Fabbrica di Armi, abrigando uma caserna, várias oficinas e edifícios de uso múltiplo de características simples e lineares. Depois da Segunda Guerra Mundial, a designação de Roma como sede dos Jogos Olímpicos de Verão de 1960 deu início a uma nova e profunda transformação urbana da área. A construção da Vila Olímpica de Roma, das sedes desportivas — Palazzetto dello Sport e o Stadio Flaminio — e as sedes das federações reconfirmaram a vocação da área ainda presente no final do século. Finalmente, foi com o concurso para a realização do novo Auditorium Parco della Musica em 1994 que o quartiere Flaminio passou por uma terceira fase de transformação urbana de grande porte, fase esta que durou quase uma década acompanhando as obras do projeto aprovado de Renzo Piano. Em 2010, a transformação prosseguiu com a inauguração do MAXXI ("Museu de Arte do Século XXI"), projetado pelo arquiteto Zaha Hadid, e com a inauguração, no ano seguinte, da nova Ponte della Musica, de uso exclusivamente pedestre.

### Brasão
A descrição oficial do brasão de Flaminio é: De azure o píleo do flâmine de argento ornado em or.

## Vias e monumentos
- Monumento a Giacomo Matteotti
- Piazza Melozzo da Forlì
- Ponte Milvio
- Ponte Duca d'Aosta
- Ponte Risorgimento
- Ponte Giacomo Matteotti
- Ponte Pietro Nenni
- Ponte della Musica-Armando Trovajoli
- Porta del Popolo
- Scalo De Pinedo (Lungotevere Arnaldo da Brescia)[2]
- Via Flaminia

## Edifícios

### Palácios evillas
- Palazzo della Marina (Lungotevere delle Navi)
- Case ICP Flaminio II (Piazza Perin del Vaga)

### Outros edifícios
- Galleria nazionale d'arte moderna e contemporanea
- MAXXI - Museo nazionale delle arti del XXI secolo
- Museo Hendrik Christian Andersen
- Teatro Olimpico

### Igrejas
- Santa Croce a Via Flaminia
- Sant'Andrea del Vignola
- Oratorio di Sant'Andrea a Ponte Milvio